# Helpman e.o.
Helpman e.o. is een wijk in Groningen. De wijk  werd als zodanig gevormd bij de nieuwe wijk- en buurtindeling van Groningen in 2014. Helpman e.o. ligt tussen het Noordwillemskanaal in het westen, de Zuidelijke ringweg in het noorden, de spoorlijn naar Assen in het oosten en de voormalige gemeentegrens met Haren in het zuiden. Naast de naamgever bestaat de wijk uit nog zes andere buurten: Sterrebosbuurt, Coendersborg, De Wijert, Klein Martijn, de Villabuurt en de Wijert-Zuid. 

## Fotogalerij

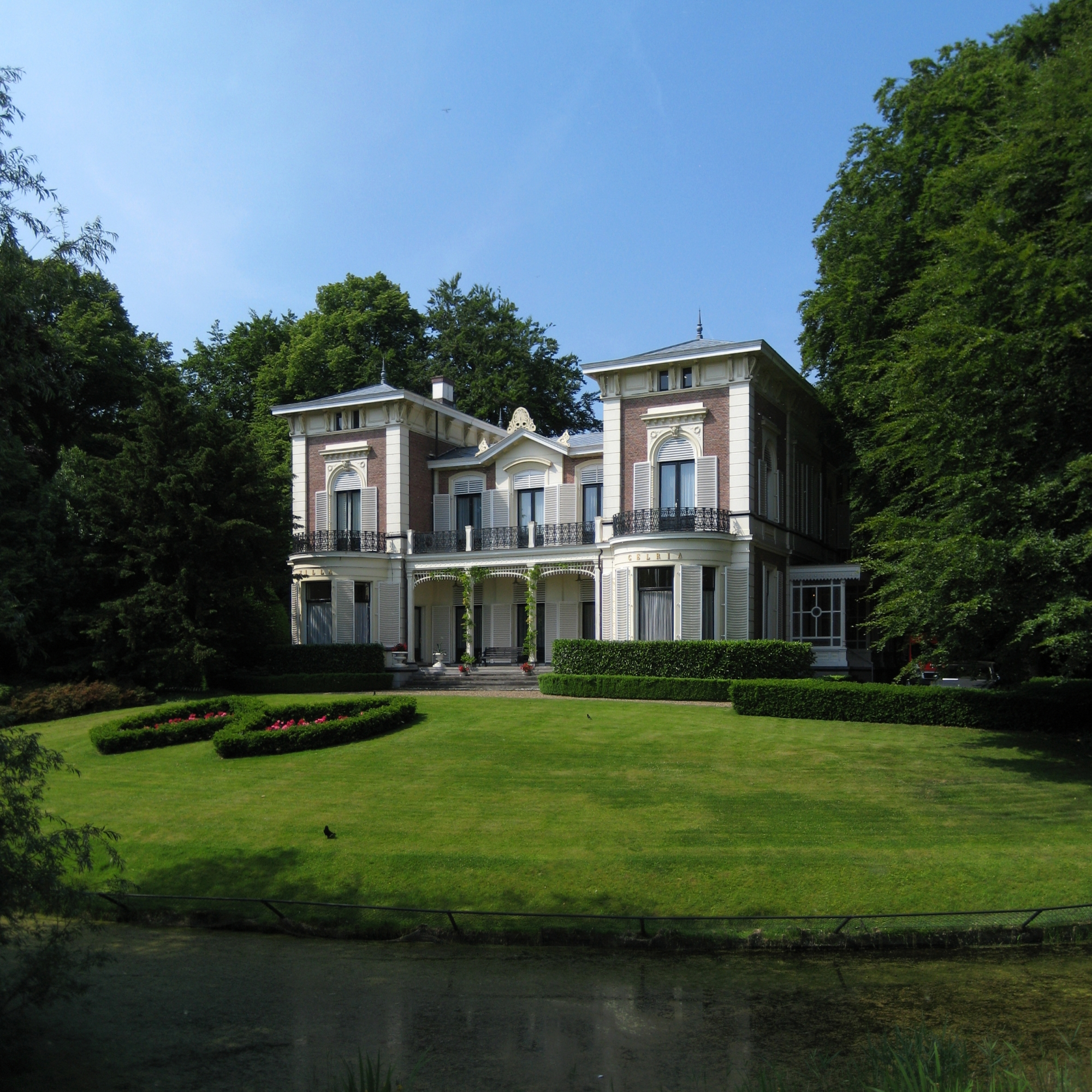
Villa Gelria aan de Verlengde Hereweg
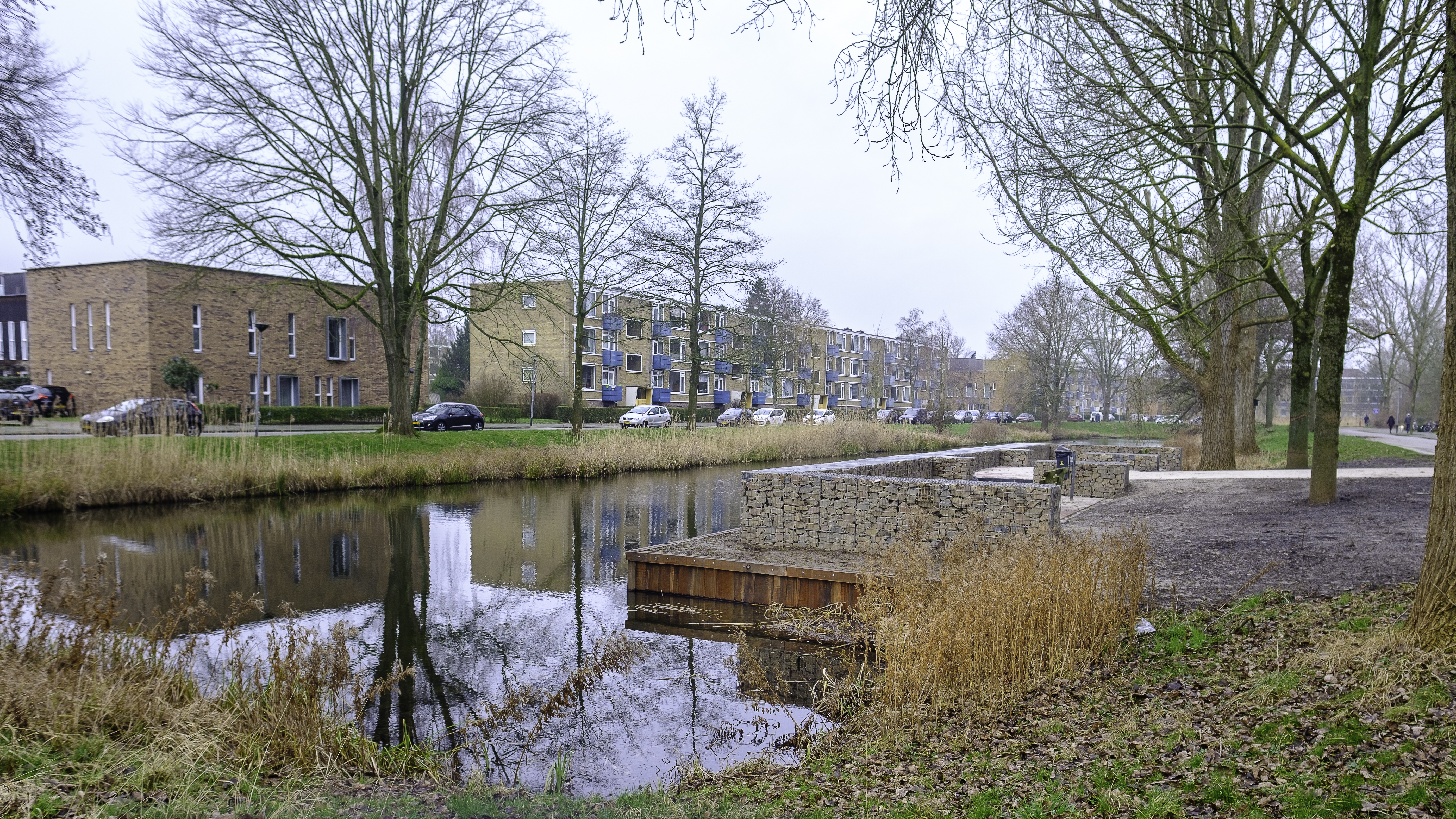
Locatie Huis De Wijert aan de Hora Siccamasingel
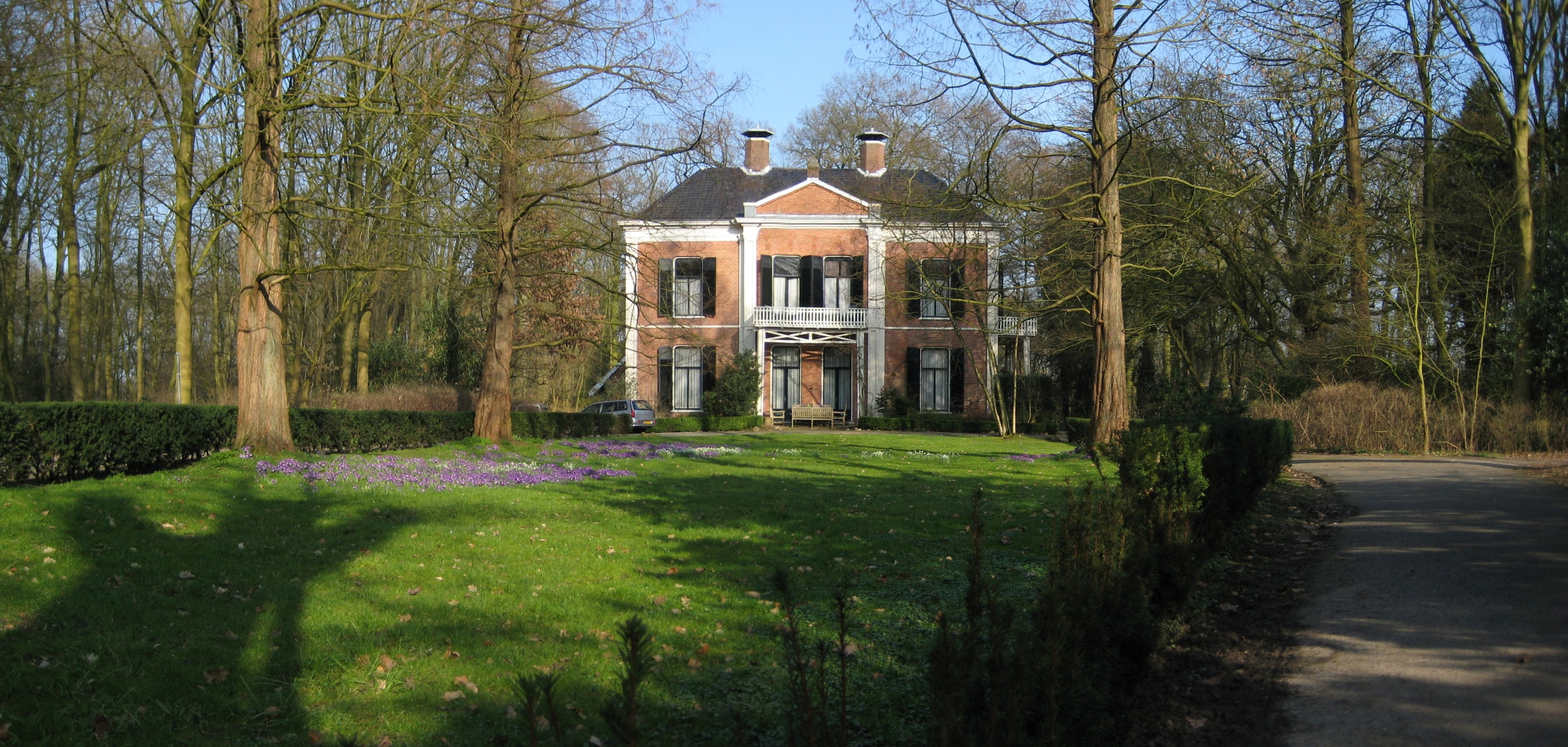
Huize Groenestein
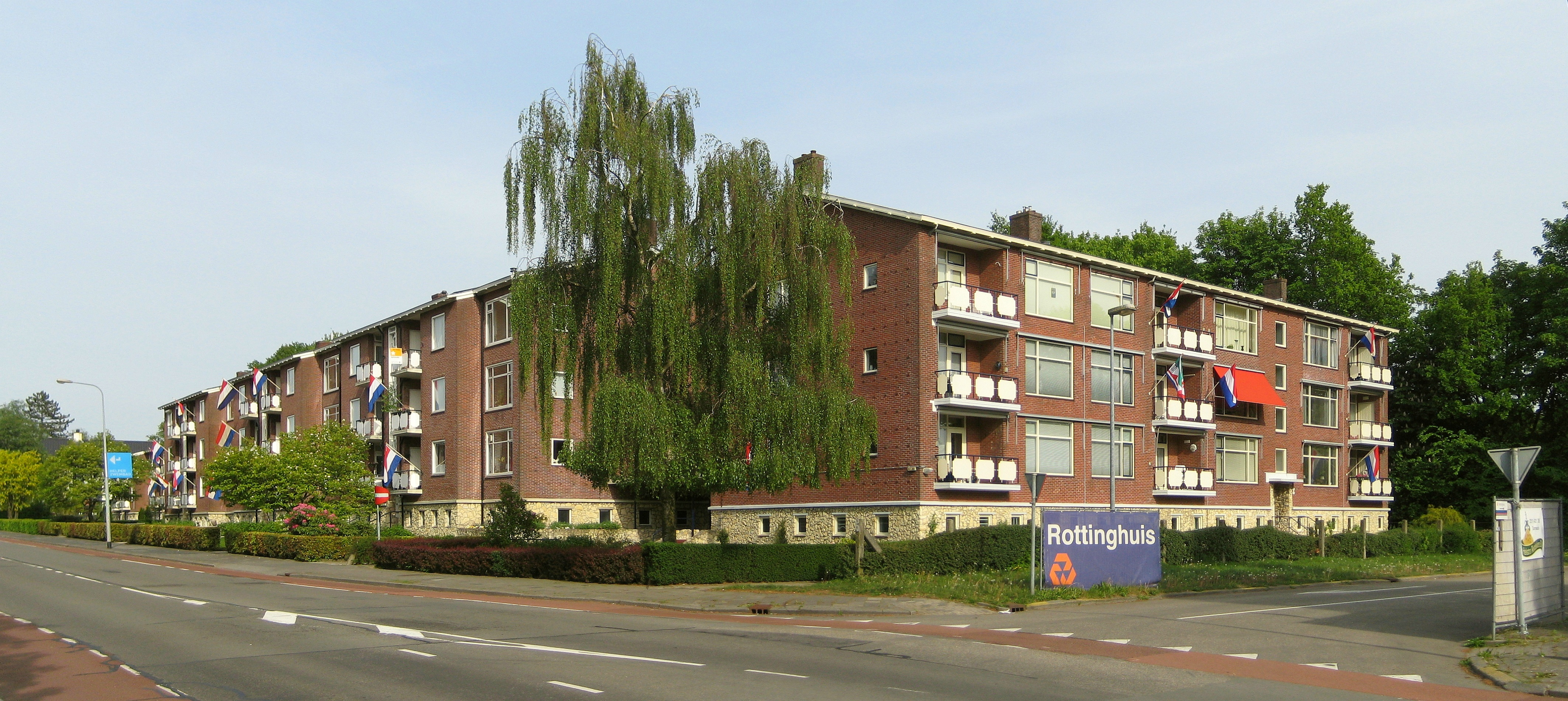
Van Ketwich Verschuurlaan